# Monumento ai Martiri dello Spielberg
Il monumento ai Martiri dello Spielberg o Italia turrita è un gruppo scultoreo posto nei giardini pubblici di Milano.

## Realizzazione
Il monumento, realizzato dallo scultore Alessandro Puttinati, rappresenta l'Italia turrita, con un piede su un globo, intenta a scrivere; secondo alcune fonti è ritratta mentre scrive la Storia, secondo altri scrive i nomi dei martiri politici della fortezza dello Spielberg.
(Carlo Tenca, descrizione della scultura presente nello studio di Puttinati nel 1850)
Fu commissionata da un gruppo di sottoscrittori milanesi a ricordo di Federico Confalonieri, morto ad Hospental in Svizzera nel 1846; durante il Regno Lombardo-Veneto venne conservata nella casa di Francesco Arese Lucini. Inizialmente era previsto che la statua venisse trasportata a Hospental, ma dopo l'unità d'Italia si preferì collocarla nei giardini pubblici di Milano.

## Danneggiamenti
Nel 2016 la statua è stata gravemente danneggiata da vandali con l'amputazione del braccio sinistro e la sottrazione di parte della tavoletta. Il restauro della statua fu completato nel 2021; nel gennaio 2025 ha subito ulteriori danneggiamenti.